# George Olsen

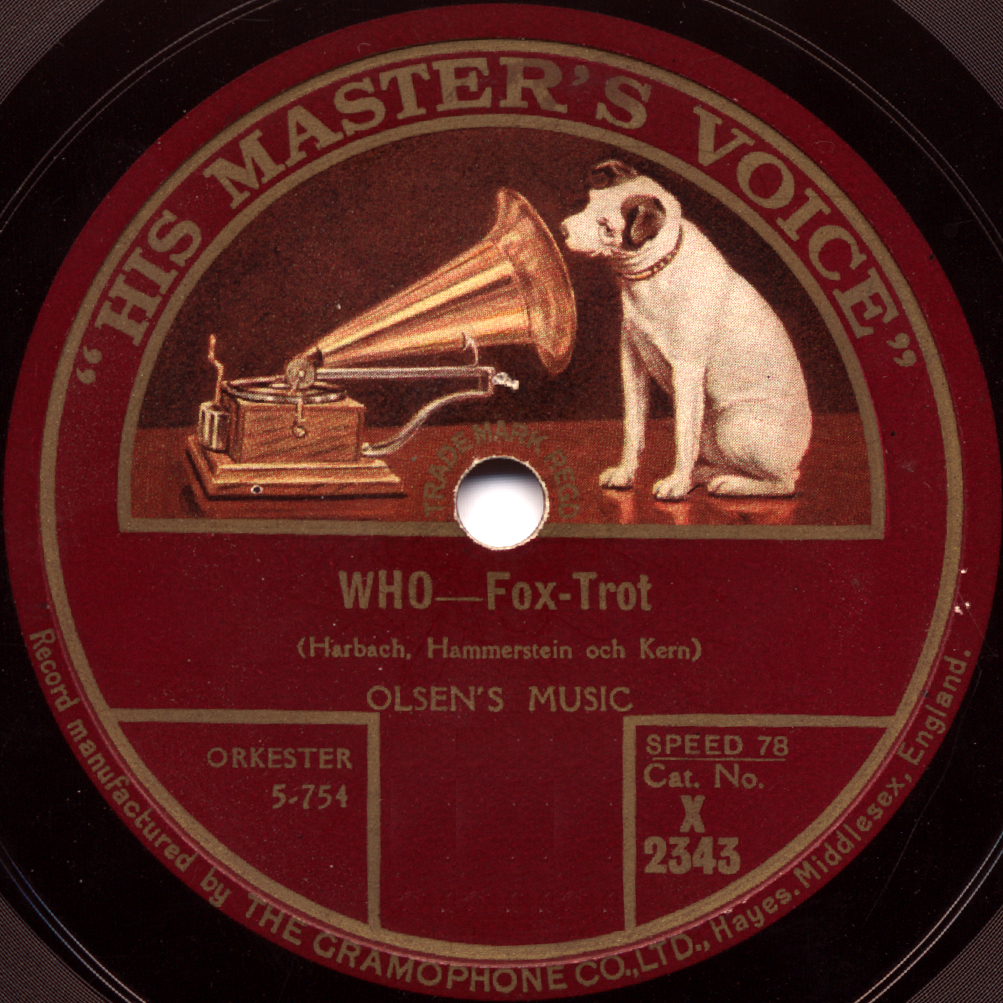
George Olsens storsäljare Who? utgavs även i Sverige i His Master's Voices skandinaviska X-serie.

George Olsen, född den 18 mars 1893 i Portland, Oregon, död på sin 78-årsdag den 18 mars 1971 i Paramus, New Jersey, var en amerikansk orkesterledare och musiker (trummor).
Olsen blev 1914 student vid University of Michigan, där han bland annat var trumslagare i sitt colleges orkester. Återkommen till hemstaden Portland bildade 1917 sin första egna professionella ensemble. Under 1919 spelade Olsens band i Kalifornien och kom där bland annat att ackompanjera den kända sångerskan och komediennen Fanny Brice. Brice rekommenderade Olsen till showproducenten Florenz Ziegfeld, vilket i sinom tid ledde till att denne engagerade Olsens orkester till Broadwaymusikalen Kid Boots med Eddie Cantor (1923). Åtskilliga liknande teaterengagemang följde de närmaste åren liksom framträdanden på några av New Yorks flottaste klubbar och hotell. Med början 1924 påbörjade Olsen också en lång rad skivinspelningar för Victor och skulle komma att höra till bolagets bäst säljande artister under 1920-talet; kopplingen av de båda Jerome Kern-melodierna Sunny och Who? på Victor 19840 från 1925 uppges till exempel ha sålt i miljonupplagor. Victors inspelningschef Nat Shilkret skall dock, enligt sina memoarer, inte ha varit lika imponerad av själva orkestern som av dess sångtrio. Sammansättningen av denna trio varierade något genom åren men dess centralfigur var saxofonisten Fran Frey. Orkestern framträdde också i radio. På några av dess tidigaste skivinspelningar medverkade Red Nichols.
1930 flyttade Olsen från New York till Los Angeles där hans orkester framträdde på Plantation Ballroom. Orkestern medverkade också i ett antal filmer. En av dessa, den oscarsnominerade Whoopee! (1930), var baserad en Broadwaymusikal Olsen medverkat i tidigare och inkluderade både på scen och film sångerskan och skådespelerskan Ethel Shutta, vilken däremellan (1929) hunnit bli Olsens hustru och ordinarie vokalist. Paret (som fick två barn) skildes dock redan 1936.
Under 1930-talet började Olsens orkester dala i popularitet, och då han 1936 fick erbjudande att i stället överta den populäre orkesterledaren Orville Knapps orkester (sedan Knapp omkommit i en flygolycka) valde han att göra detta. Med denna nya orkester fortsatte Olsen att framträda under devisen "The Music of Tomorrow". I praktiken hörde dess stil alltmer till det förgångna och då musikskribenten George T. Simon 1942 recenserade ett av Olsens framträdanden fann han musiken "hopplöst gammaldags och illa spelad". Trots detta fick Olsen dock en sista listnotering 1945 med en 12:e plats för sin inspelning av Chickery Chick och fortsatte att turnera med sin orkester fram till 1951. Från 1958 till sin död 1971 drev han en restaurang i Paramus, New Jersey där hans gamla skivsuccéer spelades som bakgrundsmusik.